# Dominique Della-Maria
Dominique Della-Maria (Marsella, 1768 - París, 1800) fou un compositor rancès.
Feu els estudis a Itàlia, on va tenir per a mestre en Paisiello, i en retornar a França es dedicà amb èxit a la composició, i quan només contava 32 anys i li esperava un brillant esdevenidor, fou trobat mort una nit al carrer.
És autor de les òperes següents: 
- Le prisonnier ou la Ressemblance, la millor de totes les que va escriure;
- L'Oncle valet,
- L'Opera Comique,
- Le Vieux Château,
- Jacquot,
- La Fausse Deségne, que deixà sense acabar.